# Crocidura virgata
Crocidura virgata — вид ссавців із родини Soricidae. Він був відкритий у 1940 році, його можна знайти в Нігерії та Камеруні. Середовища існування включають несправжній гірський злак, сухі місця проживання та відкритий ліс.